# Elverskud
Elverskud is een compositie van Niels Gade. 
Gade gebruikte een libretto van Edmund Lobedanz om zijn eigen versie van Elverskud te maken. Het verhaal speelt zich af in de middeleeuwen. Oluf staat op het punt te trouwen, maar trekt in de nacht voor zijn huwelijk de wijde wereld in alsof hij naar iemand verlangt anders dan zijn aanstaande bruid. Oluf komt in een groep elfjes terecht. Zij vragen hem ten dans, maar hij weigert. Onder die elfjes bevindt zich ook de dochter van de elfenkoning. De weigering komt hem duur te staan; zij verwondt hem dodelijk. Oluf wil terug naar het kasteel voor de trouwerij, maar blaast zijn laatste adem uit aan de poort, gadegeslagen door zijn moeder (die dit voorspelde) en de gasten. Het verhaal speelt zich in een korte tijdspanne af. Oluf vertrekt ’s avonds en de volgende ochtend staat hij alweer aan de poort.
Gade kortte het oorspronkelijk verhaal in, zodat het voor het publiek te behappen viel. Zijn thuisland Denemarken kende nog geen echt muziekleven, dus Gade moest enigszins schipperen. Hij wilde dat muziekleven op poten zetten en kwam met een werk dat het midden hield tussen een lied (dat in zijn ogen een beetje te simpel was om het publiek uit te dagen) en een opera, dat weer te zwaar zou zijn. De criticus van de Kopenhaagse krant kon het werk wel waarderen, maar zag problemen in het thema; het was te Deens. Muziekminnend Europa zag het anders, het werk ging het werelddeel over van noord naar zuid en van west naar oost. Het werd een van Gades populairste werken en ook in de 21e eeuw wordt het gewaardeerd, want het is gekozen in de Deense cultuurcanon. Wat wel geldt is dat Europa (en de rest van de wereld) het werk vergeten schijnt te zijn.
Het werk valt in vijf delen uiteen:
1. Proloog (inleiding)
2. Deel 1 (avond)
3. Deel 2 (nacht)
4. Deel 3 (ochtend)
5. Epiloog

Het derde deel begint met een stuk muziek, dat na die tijd ook separaat door het leven gaat, I østen stiger solen op (in het oosten komt de zon op). 
Gade schreef Elverskud voor:
- sopraan (dochter elfenkoning), alt (moeder) bariton (Oluf)
- gemengd koor (sopranen, alten, tenoren, baritons)
- 2 dwarsfluiten, 2 hobo’s, 2 klarinetten, 2 fagotten
- hoorns,  trompetten,  trombones,  tuba
- pauken,  man/vrouw percussie,  harpen,  piano, celesta
- violen, altviolen, celli, contrabassen